# Мерковичи
Мерковичи (біл. вёска Мярковічы) — село в складі Логойського району Мінської області, Білорусь. Село підпорядковане Білоруцькій сільській раді, розташоване в північній частині області.